# Symfonische fantasie (Järnefelt)
De Symfonische fantasie is een compositie van Armas Järnefelt. Het grootste deel van het werk voor orkest is geschreven in Berlijn, alwaar Järnefelt in opleiding was. Hij rondde de fantasie af in januari 1895 en kon het zelf dirigeren tijdens een van zijn concerten in maart 1895 in Helsinki. Het werk werd groots aangekondigd, maar kon die weelde niet dragen. Hij werd neergesabeld in de pers. Het was te veel als Richard Wagner vonden de Finnen. Het verdween in de la om er pas waarschijnlijk in 2008 weer uit te komen.
Later is het vermoeden gerezen dat deze symfonische fantasie de opzet bevat van wat uiteindelijk Järnefelts eerste "symfonie in D majeur" had moeten worden. Hij had al in de vriendenkring meegedeeld, dat hij was gevorderd tot de 45e maat van het derde deel van zo’n werk. Een voltooide symfonie is nooit meer teruggevonden, net zomin als de delen 1 en 2. Later zou hij inzien dat het schrijven van een symfonie niet meer voor hem weggelegd was. Jean Sibelius overheerste hem wat dat betreft volkomen.